# Tréméven (Côtes-d'Armor)
Tréméven é uma comuna francesa na região administrativa da Bretanha, no departamento Côtes-d'Armor. Estende-se por uma área de 5,11 km². Em 2010 a comuna tinha 353 habitantes (densidade: 69,1 hab./km²).